# ويليام كوزينز
ويليام كوزينز هو سياسي أمريكي، ولد في 29 أكتوبر 1927 في Swiftown, Mississippi ‏ في الولايات المتحدة، وتوفي في 22 يناير 2018 في شيكاغو في الولايات المتحدة.